# Wenzelsdom

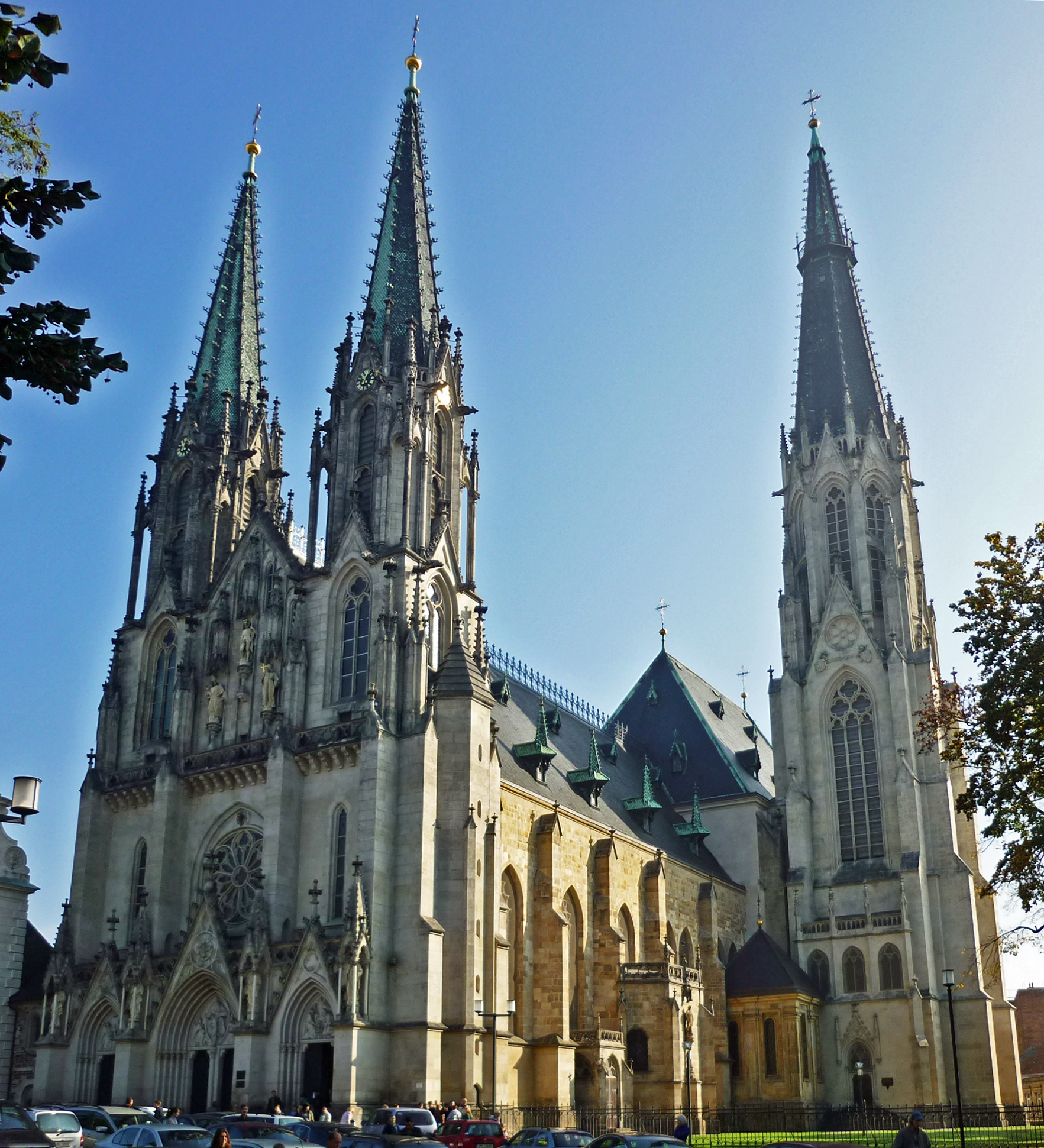
Wenzelsdom, Olmütz

Der Wenzelsdom (tschech. Katedrála svatého Václava) in der mährischen Universitätsstadt Olmütz (Olomouc) ist die Kathedrale des römisch-katholischen Erzbistums Olmütz. Das dem heiligen Wenzel von Böhmen gewidmete Gotteshaus wurde Anfang des 12. Jahrhunderts gegründet und erhielt Ende des 19. Jahrhunderts sein heutiges vorwiegend neugotisches Erscheinungsbild.

## Geschichte und Architektur
Gründer der Kirche in den Mauern der Olmützer Burg war Fürst Svatopluk († 1109). Die romanische Basilika wurde am 30. Juni 1131 geweiht; bis zur Fertigstellung dauerte es weitere zehn Jahre. Unter Bischof Heinrich Zdik († 1150) wurde der Bischofssitz von der Peterskirche hierher verlegt. Vom Ursprungsbau sind Teile der Langhausmauern und der Turmfundamente erhalten.

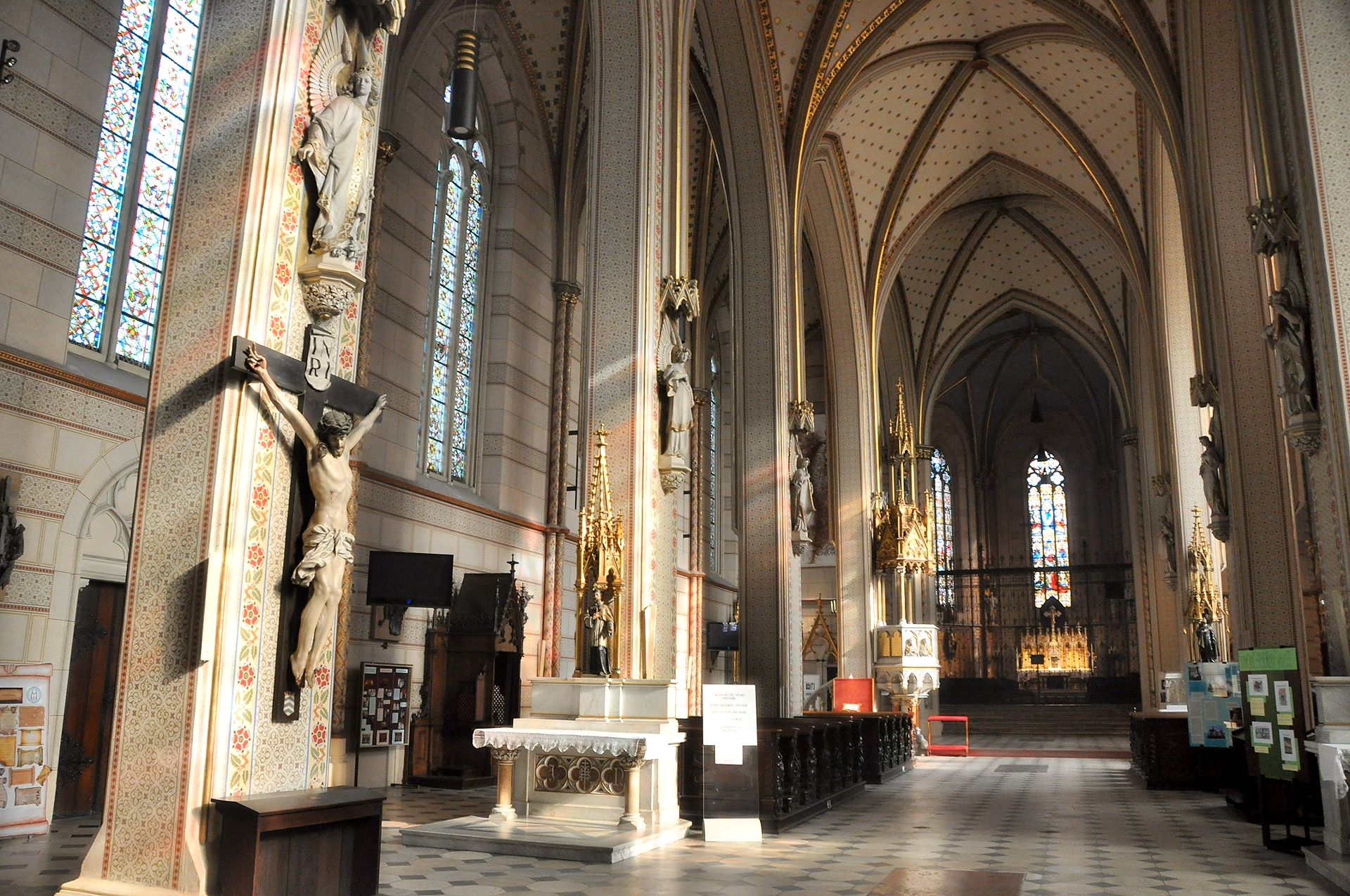
Inneres nach Osten

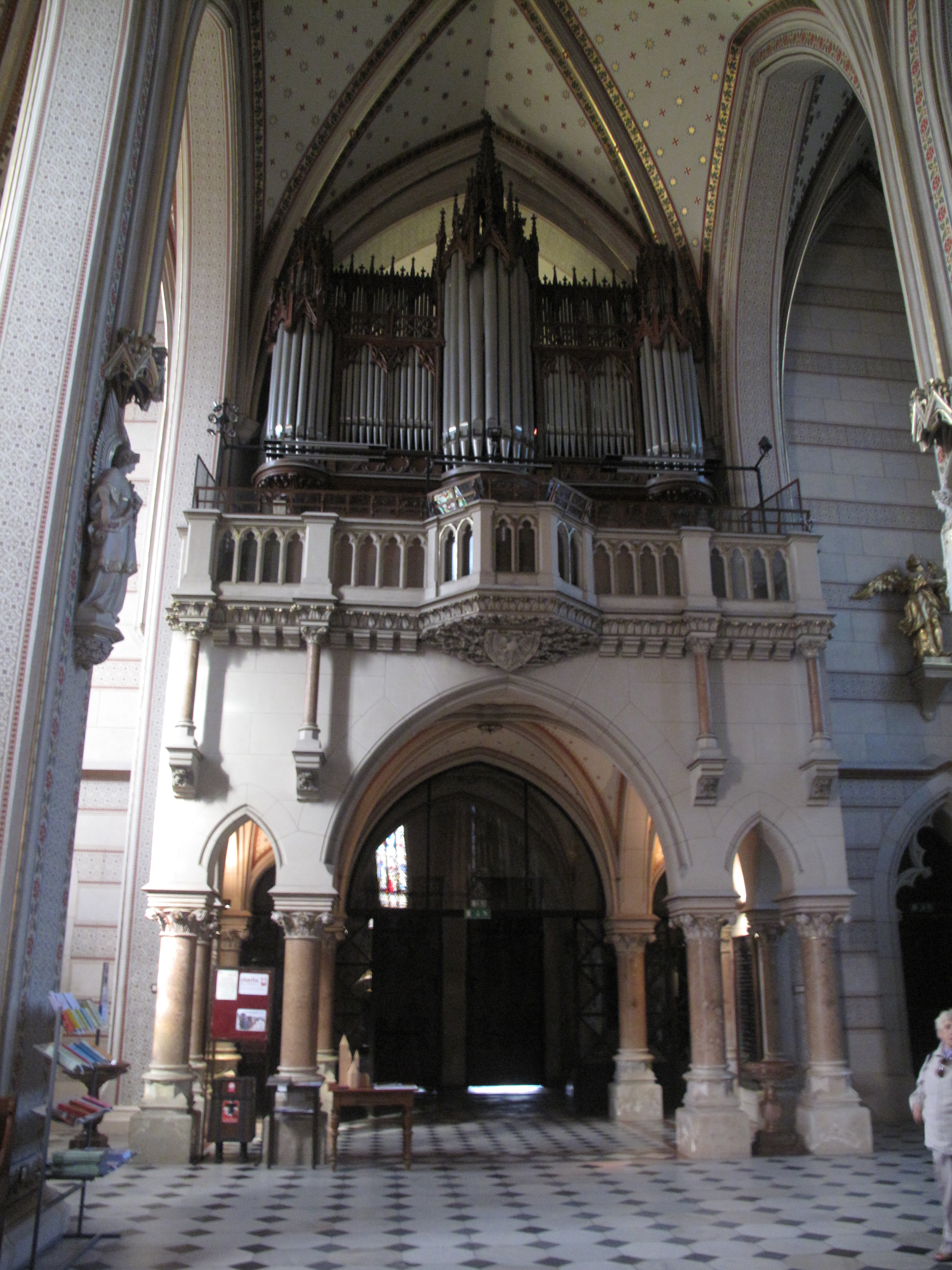
Orgel

1265 vernichtete ein Brand den romanischen Dom. Der Neubau als gotische Hallenkirche erfolgte unter Bischof Bruno von Schauenburg († 1281). Der Kreuzgang war im 14. Jahrhundert vollendet. Im Jahre 1306 wurde der in Olmütz ermordete König Wenzel III. in der Kathedrale beigesetzt, 1326 erfolgte die Überführung seines Leichnams in die Grablege der Přemysliden in der Stiftskirche Königsaal.
Von den Umbauten der folgenden Jahrhunderte war die Errichtung eines neuen Chors der bedeutendste. Er entstand 1616–1618 unter Bischof Franz Seraph von Dietrichstein im manieristischen Stil. Mit seinen Fensterformen und seinen 23 Metern Höhe ist er im Außenbau bis heute deutlich erkennbar.
1803 zerstörte ein Blitzschlag mit anschließendem Feuer die gotische Doppelturmfassade und den Südturm. Die Fassade wurde im klassizistischen Stil erneuert.
Ab 1883 erfolgte unter Bischof Friedrich Egon von Fürstenberg die Neugestaltung des Doms im Geschmack der Zeit. Architekten waren Gustav Meretta († 1888) und Richard Völkel. Sie schufen die repräsentative neugotische Westfassade mit den beiden zierratreichen Türmen sowie den über 100 m hohen, im Obergeschoss oktogonalen neuen Südturm. Vollständig regotisiert wurde das Innere.
Auch die Ausstattung stammt, außer einigen barocken Kapellen, vom Ende des 19. Jahrhunderts. Hohe Verehrung genießt der Reliquienschrein des heiligen Johannes Sarkander.

## Kirchenmusik
Mit dem Umbau des Doms ab 1883 verschwand auch die barocke Orgel. Die jetzige, 1886 erbaute, mit  typisch spätromantisch-voluminöser Klangfülle versehene Orgel ist das Opus 180 aus der Werkstatt Rieger. Sie hat 50 Register auf drei Manualen und Pedal und gilt als ein besonders gut und nahezu original erhaltenes Werk ihrer Zeit in Tschechien. Sie und die Moritzkirche sind Hauptschauplätze des Internationalen Orgelfestivals Olomouc, das der Organist Antonin Schindler 1969 initiierte und zu einer international beachteten Veranstaltung ausbaute sowie seit seinem Tod 2010 vom Karl Martinek, Kirchenmusikdirektor der Moritzkirche, fortgeführt wird.

## Maria-Theresianischer Krönungsornat
In der Schatzkammer der Kathedrale befinden sich zahlreiche wertvolle Paramente. Unter anderem wird dort der vollständige pontifikale Ornat aufbewahrt, das der Tradition nach der Bischof von Olmütz Jakob Ernst Graf von Liechtenstein-Kastelkorn 1743 bei der Krönung von Maria Theresia zur böhmischen Königin trug. Als Entstehungsort wird in der Forschungsliteratur aufgrund stilistischer Kriterien allgemein Wien angenommen. Diskutiert wird hingegen über den Entstehungszeitraum: In einer Quelle wird geschrieben, dass der Ornat kurz vor der Krönungszeremonie speziell zu diesem Anlass angefertigt wurde. Andererseits wurde auch die Meinung ausgesprochen, dass der Bischof einen älteren, allerdings sehr prächtigen Ornat aus den 1710er Jahren trug, denn für die Anfertigung des umfangreichen Ornats hätte es nicht genug Zeit gegeben. Die Stickerei des gesamten Ornates wurde in den 1880er Jahren von der Wiener Firma Fellinger & Hassinger auf ein neues Seidengewebe mit einem auffälligen Moiré-Effekt übertragen. Dadurch ging unter anderem das Unterfutter mit den Inventarvermerken verloren.
Die dazugehörige Mitra ist auf beiden Seiten mit einer identischen, stark symmetrischen Blumenstickerei verziert. Aus einer glockenförmigen Blüte wächst ein massives Blumengebilde hervor, aus dem seitlichen weitere Blüten und Blätter sprießen. Eine Rosenblüte bildet den oberen Abschluss. Rosa und violette Farbtöne dominieren, daneben gibt es grüne und blaue Farbabstufungen. Umrahmt ist die Dekoration von goldenen gestickten Borten. Die Pendilien-Bänder sind mit gleichartig gestickten Borten und dazwischenliegender Blumenstickerei dekoriert.
Der pontifikale Ornat wurde auf zwei Ausstellungen in Olmütz gezeigt, im Jahr 2010 bei der umfangreichen Ausstellung im Erzdiözesan-Museum zum Olmützer Barock, drei Jahre später bei der Ausstellung zu liturgischen Textilien der Olmützer Kathedrale. Im Jahr 2017 wurde die Krönungsmitra nach Österreich dem Stiftsmuseum Klosterneuburg ausgeliehen, wo sie bei der Jahresausstellung zu Maria Theresia präsentiert wurde.